# Catherine Schell
Catherine Schell (születési neve: Katherina Freiin Schell von Bauschlott; Budapest, 1944. július 17. –) magyar születésű színésznő, aki brit filmekben és tévésorozatokban tett szert hírnévre az 1960-as és 1970-es években. Legismertebb szerepe Maya volt az Alfa holdbázis című science-fiction sorozatban.
Schell a családneve, eredeti nevében a "von Bauschlott" azt a németországi falut jelöli (ma Neulingen része), ahol a család birtoka volt. A karrierje elején a Catherine von Schell és a Katherina von Schell neveken is játszott.

## Fiatalkora
Apja, Paul Schell von Bauschlott báró magyar diplomata, anyja széki gróf Teleki Katalin Mária Etelka Georgina Erzsébet volt. A család vagyonát még a háború elején elvették a nácik. Édesanyja a háború után egy ideig John Philips, a LIFE magazin újságírójának tolmácsa lett. A szovjet hadsereg és a kommunizmus elől menekülve szüleivel Ausztriában éltek, szegénységben, előbb Bécsben, majd Salzburgban. A család 1950-ben vándorolt ki az Egyesült Államokba.
Katherina a New York Cityhez tartozó Staten Island katolikus iskolájába járt. 1957-ben az apját felvette a Szabad Európa Rádió. A család Münchenbe költözött és a lány itt kezdett el érdeklődni a színjátszás iránt. Az Otto Falckenberg előadóművészeti iskolába járt.

## Válogatott filmográfia

### Film
- Lana – Königin der Amazonen (1964) - Lana királynő
- Traitor's Gate (1964) - Hope Joyner
- Hell Is Empty (1967) - Catherine Grant
- Assignment K (1968) - Maggi (uncredited)
- Amsterdam Affair (1968) - Sophie Ray
- Moon Zero Two (1969) - Clemantine
- Őfelsége titkosszolgálatában (1969, a hatodik James Bond film) - Nancy, egy magyar lány
- Madame Sin (1972) - Barbara
- The Black Windmill (1974) - Lady Melissa Julyan
- Callan (1974) - Jenny
- A rózsaszín párduc visszatér (1975) - Lady Claudine Litton
- Gulliver utazásai (1977) - Mary
- Exposure (1978) - Caroline
- The Prisoner of Zenda (1979) - Antoinette
- The Island of Adventure (1982) - Alison Mannering
- On the Third Day (1983) - Clarissa Hammond
- On the Black Hill (1988) - Lotte Zons
- The March (1990) - Noelle Epps
- Piccolo grande amore (1993) - Countess Von Dix

### Televízió
- Alfa holdbázis - Maya

## Fordítás
- Ez a szócikk részben vagy egészben  a   Catherine Schell című angol Wikipédia-szócikk ezen változatának fordításán alapul.  Az eredeti cikk szerkesztőit annak laptörténete sorolja fel. Ez a jelzés csupán a megfogalmazás eredetét és a szerzői jogokat jelzi, nem szolgál a cikkben szereplő információk forrásmegjelöléseként.